# Мале Липљене
Мале Липљене (словен. Male Lipljene) је насељено место у општини Гросупље у централној Словенији, покрајина Долењска. Општина припада регији Средишња Словенија.
Налази се на надморској висини 593,8 м, површине 2,29 км². Приликом пописа становништва 2002. године насеље је имало 88 становника. 

## Културна баштина
У близини насеља откривено је археолошко налазиште - гробље из гвозденог доба и римског периода.